# مجموعه شهدای فهرج
مجموعه شهدای فهرج مربوط به سدهٔ ۹ ه.ق است و در شهرستان یزد، روستای فهرج واقع شده و این اثر در تاریخ ۱۸ آبان ۱۳۷۸ با شمارهٔ ثبت ۲۴۴۴ به‌عنوان یکی از آثار ملی ایران به ثبت رسیده‌است.
مجموعه بناهای ویران شهدای فهرج مجموعه ای از مقبره، مدرسه و خانقاه در ۲ کیلومتری فهرج یزد و تقریباً متصل بدان قرار دارد و بنا به روایات تاریخی مدفن ابی عبدالله بن احمد بن ابوالیسر بن عبدالله بن تمیمی و حویطب بن هانی و عمربن عاص از سرداران سپاه اسلام ـ است که در زمان یزد گرد، آخرین پادشاه ساسانی توسط اهالی یهودی و زرتشتی خویدک و فهرج به قتل رسیده‌اند.

سرو کهنسال مجموعه شهدای فهرج یزد

محوطه تاریخی مجموعه شهدای فهرج در فاصله سی و سه کیلومتری شهرستان یزد و در مسیر جاده اصلی شهرستان بافق قرار دارد. این مجموعه دارای سه حیاط است. در یکی از حیاط‌ها درخت سرو کهنسالی وجود داشت که بر اثر خشک شدن آب قنات «مریم آباد» هم‌اکنون خشک شده‌است. همچنین در این حیاط، ورودی آب انباری قرار داشت و برای مصرف اهال روستا بود. از حیاط کوچک وسط عمارت، پایاب قنات مریم آباد می‌گذشت. در یکی از اتاق‌ها چندین قبر وجود دارد که آن‌ها را به مزار شهدا نسبت داده‌اند؛ ولی به دلیل آسیب دیدگی سنگ مزارها، نام متوفی مشخص نیست. تنها نوشته روی یک سنگ باقی مانده‌است و روی آن نام «مجدالدین حسن نامی» حک شده و مربوط به قرن نهم هـ. ق است.
این عمارت خشت و گلی در گذشته مدرسه بزرگ و مجللی بود که احتمالاً در سده‌های نهم و دهم هـ. ق به خانقاه تبدیل شد. از این عمارت قطعات بسیاری از کاشی‌های معرق با لعاب سبز فیروزه‌ای که معرق قرن‌های هفتم و هشتم هـ. ق است، به دست آمده‌است و به نظر می‌رسد فضای داخلی و بخش بیرونی آن، با کاشیکاری‌های زیبا و کتیبه‌هایی از آیات قرآنی تزیین یافته بود.